# Diplommatina pyramis
Diplommatina pyramis é uma espécie de gastrópode  da família Diplommatinidae.
É endémica de Palau.